# تیراندازی (فیلم ۱۹۹۲)
تیراندازی (انگلیسی: The Shootout) یک فیلم در ژانر زوج هنری و رزمی است که در سال ۱۹۹۲ منتشر شد. از بازیگران آن می‌توان به آرون کووک اشاره کرد.